# Tortuga d'estany
La tortuga d'estany (Emys orbicularis) és una tortuga de la família dels emídids (Emydidae). És la tortuga d'aigua autòctona de Catalunya, País Valencià, Illes Balears i de gran part d'Europa i del nord d'Àfrica. Juntament amb la tortuga de rierol (Mauremys leprosa) és la tortuga d'aigua autòctona dels Països Catalans i es troba en un estat de conservació de "gairebé amenaçat" a causa de la degradació del seu hàbitat i de la competència d'espècies introduïdes per l'home com la tortuga d'orelles vermelles o la tortuga d'orelles grogues.

## Morfologia
Té una closca de fins a 30 centímetres de llargada, arrodonida, fosca, de color gris, verdós o negre, amb taques i línies grogues. Compta amb 5 plaques vertebrals i 4 plaques costals, a vegades dividides o fragmentades. Té la cua llarga i pot pesar fins a 1.600 grams.

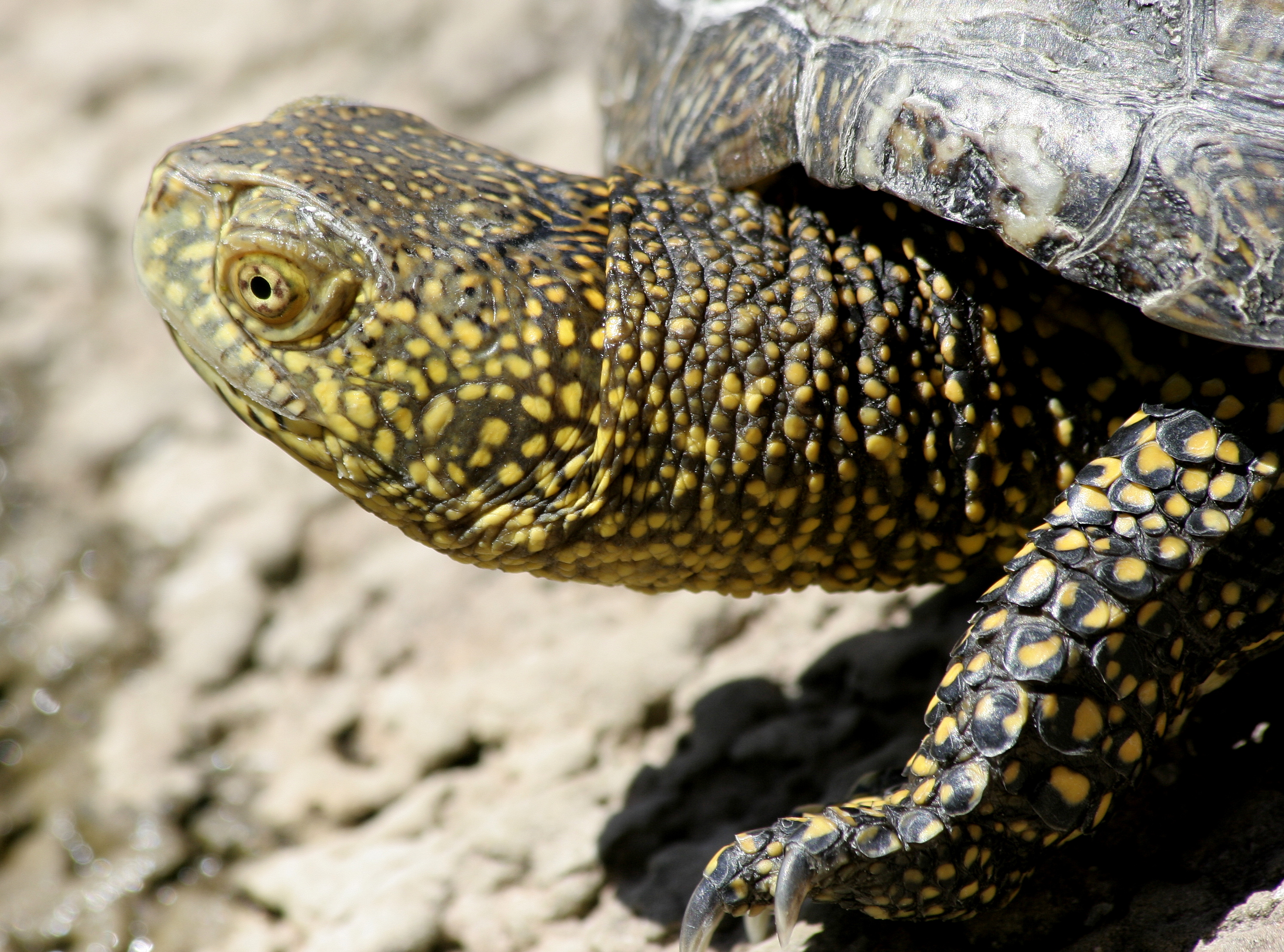
Detall del cap amb les taques i línies grogues.

## Hàbitat i distribució
Les tortugues d'estany viuen en aigües tranquil·les amb abundant vegetació, com llacs, estanys, aiguamolls o canals. La seva àrea de distribució és Europa, Àsia i el nord-oest d'Àfrica. La destrucció del seu hàbitat i la competència d'espècies tropicals introduïdes (com la tortuga de Florida) fan de la tortuga d'estany una espècie vulnerable segons la llista vermella de la Unió Internacional per a la Conservació de la Natura (UICN). Per aquest motiu, gaudeix d'una protecció especial per part de la Unió Europea i de la Convenció de Berna.

## Ecologia
Hivernant a partir de primers de novembre, reprèn l'activitat al març, quan comença el període de reproducció. Després de l'aparellament, la femella pon de 4 a 15 ous en un forat a la vora de l'aigua, que recobreix primerament amb secrecions de les glàndules anals (que mantindran la humitat dels ous mentre aquests encara siguin tous) i després de terra. L'eclosió dels ous es produeix entre dos i tres mesos després de la posta. La longevitat de les tortugues d'estany pot superar els 100 anys, i la seva maduresa sexual arriba als 12 anys en el cas dels mascles i als 18 en el cas de les femelles. Carnívora, s'alimenta sobretot de granotes, tritons, cucs, petits crustacis, petits peixos o sangoneres.

## Taxonomia
Actualment, es reconeixen 14 subespècies:
- - Emys orbicularis capolongoi Fritz, 1995 – Tortuga d'estany sarda
  - Emys orbicularis colchica Fritz, 1994 – Tortuga d'estany còlquica
  - Emys orbicularis eiselti Fritz, Baran, Budak & Amthauer, 1998 – Tortuga d'estany d'Eiselt
  - Emys orbicularis fritzjuergenobstii Fritz, 1993 – Tortuga d'estany d'Obst
  - Emys orbicularis galloitalica Fritz, 1995 – Tortuga d'estany francoitaliana
  - Emys orbicularis hellenica (Valenciennes, 1832) – Tortuga d'estany d'Anatòlia Occidental
  - Emys orbicularis hispanica Fritz, Keller & Budde, 1996 – Tortuga d'estany ibèrica
  - Emys orbicularis iberica Eichwald, 1831 – Tortuga d'estany de la Vall de Kura
  - Emys orbicularis ingauna Jesu, Piombo, Salvidio, Lamagni, Ortale & Genta, 2004 Tortuga d'estany de la Plana d'Abenga
  - Emys orbicularis lanzai Fritz, 1995 – Tortuga d'estany corsa
  - Emys orbicularis luteofusca Fritz, 1989 – Tortuga d'estany d'Anatòlia central
  - Emys orbicularis occidentalis Fritz, 1993 – Tortuga d'estany magrebina
  - Emys orbicularis orbicularis (Linnaeus, 1758) – Tortuga d'estany comuna
  - Emys orbicularis persica Eichwald, 1831 – Tortuga d'estany iraniana

Les poblacions sicilianes han estat elevades a la categoria d'espècie amb el nom de Emys trinacris, la Tortuga d'estany siciliana.

### Sinònims i binomis obsolets
- Cistudo hellenica Valenciennes, 1832
- Emys iberica Valenciennes, 1832
- Emys antiquorum Valenciennes, 1833
- Emys hofmanni Fitzinger, 1836
- Emys orbicularis Blanford, 1876
- Emys europaea Leidy, 1888
- Emys lutaria taurica Mehnert, 1890
- Emys tigris Salvator, 1897
- Emys europaea var. sparsa Dürigen, 1897
- Emys europaea var. maculosaDürigen, 1897
- Emys europaea var. concolor Dürigen, 1897
- Emys europaea var. punctata Dürigen, 1897
- Emys orbicularis aralensis Nikolskii, 1915
- Emys orbicularis fritzjuergenobsti Fritz, 1993
- Emys orbicularis Engelmann et al., 1993
- Testudo orbicularis Linnaeus, 1758
- Testudo lutaria Linnaeus, 1758
- Testudo europaea Schneider, 1783
- Testudo punctata Gottwald, 1792
- Testudo pulchella Schoepff
- Testudo rotunda Merrem, 1820
- Testudo lutraria Gray, 1831